# الكسندر جي. كروكت
الكسندر جي. كروكت هو سياسي أمريكي، ولد في 22 فبراير 1862 في مقاطعة وايذ في الولايات المتحدة، وتوفي في 27 يوليو 1919 في ماكس ميدوز (فرجينيا) في الولايات المتحدة. نشط حزبياً في الحزب الديمقراطي. وقد انتخب عضو مجلس ولاية فرجينيا ‏.